# Corchorus subargentus
Corchorus subargentus är en malvaväxtart som beskrevs av David A. Halford. Corchorus subargentus ingår i släktet Corchorus och familjen malvaväxter. Inga underarter finns listade i Catalogue of Life.